# Georg Maikl

Der Tenor Georg Maikl (1903)

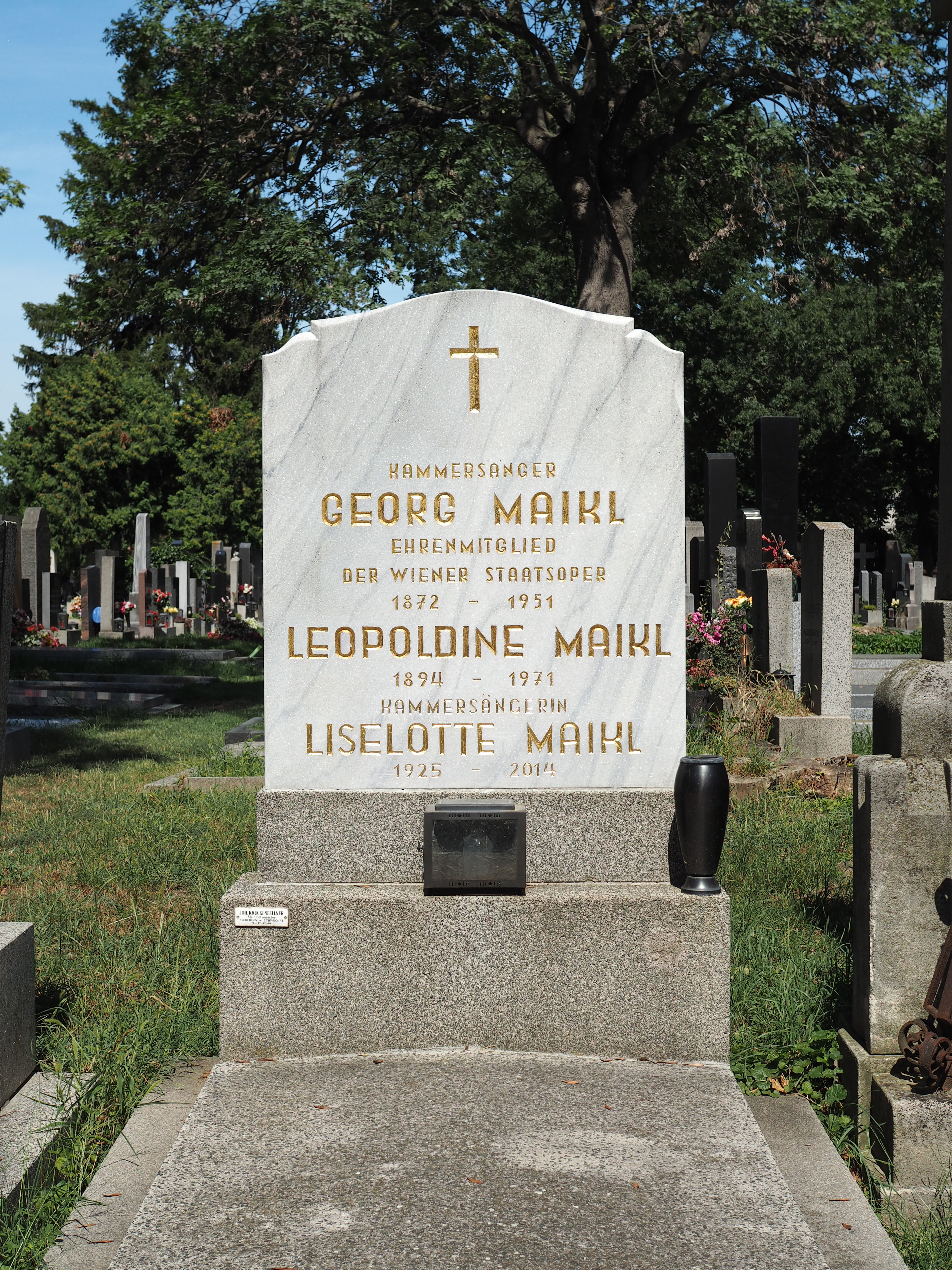
Grab von Georg Maikl und seiner Tochter Liselotte Maikl auf dem Wiener Zentralfriedhof

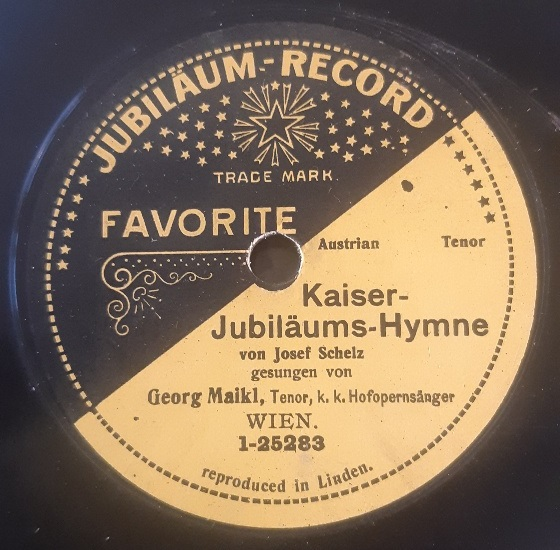
Schallplatte von Georg Maikl (Wien 1908)

Georg Maikl (* 4. April 1872 in Hippach bei Zell am Ziller, Tirol; † 22. August 1951 in Wien) war ein österreichischer Opernsänger. Seine Stimmlage war lyrischer Tenor.

## Leben
Georg Maikl entstammte einer Sängerfamilie und studierte in Stuttgart beim Tenor Anton Hromada Gesang.
Nachdem er 1899 von Pollini entdeckt wurde, scheiterte ein Zehnjahres-Engagement an der Hamburger Oper durch diesen, da er kurz darauf verstarb. Stattdessen sang Maikl noch im selben Jahr an der Mannheimer Hofbühne, wo er in der Rolle des Tamino debütierte.
Gustav Mahler holte Maikl 1904 nach Wien an die Hofoper, an der er den Rest seines Lebens wirkte und bis 1942 insgesamt 99 Rollen verkörperte. Daneben war er 1906–1910 bei den Salzburger Mozartfesten und ab 1920 bei den Salzburger Festspielen beschäftigt.
Kammersänger Georg Maikl wurde nach seinem Tode in einem Ehrengrab auf dem Wiener Zentralfriedhof beerdigt (Gruppe 33A/5/17). 1959 wurde die Maiklgasse in Wien-Favoriten nach ihm benannt.
Seine Tochter war die Sopranistin Liselotte Maikl (1925–2014).
Georg Maikl hinterließ Schallplatten der Marken Favorite (Wien 1905–08), Lyrophon (Wien 1905), Odeon (Wien 1906), Columbia (Wien 1906–07) und Gramophone (Wien 1910), außerdem Walzen für Pathé (Wien 1905). Im Jahre 1935 sang er das Tenor-Solo der 9. Symphonie von Beethoven unter Felix von Weingartner auf Columbia.

## Leistung
Georg Maikl war vor allem Mozart-Sänger. Daneben sang er aber auch so gut wie alle Partien des lyrischen und des Spielfachs, darunter die Hauptrollen in La Bohème und La traviata, den Don Octavio, Belmonte oder Faust. Insgesamt beherrschte er 99 Rollen und war 3062-mal auf der Wiener Bühne zu sehen. Daher bezeichnete ihn Richard Strauss als das pflichttreueste Mitglied des Hauses.

## Auszeichnungen
- Goldenes Ehrenzeichen für Verdienste um die Republik Österreich (1929)[3]
- Ehrenmitglied der Wiener Staatsoper (1941)
- Kammersänger